# Polska Liga Siatkówki
La Liga Polaca de Voleibol, en polaco: Polska Liga Siatkówki (PLS), llamada por motivos de patrocinio PlusLiga, es la máxima competición de voleibol de Polonia. El actual campeón es el Skra Bełchatów, que además es el club con más campeonatos ganados.
Anteriormente fue conocida como Klasa wydzielona, Ekstraklasa, 1 liga y posteriormente como Seria A. Desde el año 2000, la liga fue renombrada como Polska Liga Siatkówki. Desde el año 2008, la liga fue renombrada como PlusLiga.

## Equipos 2020-21
|  | Resovia Rzeszów        |
|  | ZAKSA Kędzierzyn-Koźle |
|  | Jastrzębski Węgiel     |
|  | Skra Bełchatów         |
|  | Trefl Gdańsk           |
|  | AZS Olsztyn            |
|  | Czarni Radom           |
|  | MKS Będzin             |
|  | Cuprum Lubin           |
|  | VERVA Warszawa         |
|  | Warta Zawiercie        |
|  | GKS Katowice           |
|  | Ślepsk Suwałki         |
|  | Stal Nysa              |

## Historial
- 2000/01: Mostostal Azoty Kędzierzyn-Koźle
- 2001/02: Mostostal Azoty Kędzierzyn-Koźle
- 2002/03: Mostostal Azoty SSA Kędzierzyn-Koźle
- 2003/04: Ivett Jastrzębie Borynia
- 2004/05: Skra Bełchatów
- 2005/06: BOT Skra Bełchatów
- 2006/07: BOT Skra Bełchatów
- 2007/08: PGE Skra Bełchatów
- 2008/09: PGE Skra Bełchatów
- 2009/10: PGE Skra Bełchatów
- 2010/11: PGE Skra Bełchatów
- 2011/12: Asseco Resovia Rzeszów
- 2012/13: Asseco Resovia Rzeszów
- 2013/14: PGE Skra Bełchatów
- 2014/15: Asseco Resovia Rzeszów
- 2015/16: ZAKSA Kędzierzyn-Koźle
- 2016/17: ZAKSA Kędzierzyn-Koźle
- 2017/18: PGE Skra Bełchatów
- 2018/19: ZAKSA Kędzierzyn-Koźle
- 2020/21:

## Títulos por club
| Puesto | Club                   | Campeón | Subcampeón | Tercer puesto | Total |
| ------ | ---------------------- | ------- | ---------- | ------------- | ----- |
| 1.     | Skra Bełchatów         | 9       | 2          | 3             | 14    |
| 2.     | ZAKSA Kędzierzyn-Koźle | 6       | 3          | 1             | 10    |
| 3.     | Resovia Rzeszów        | 3       | 3          | 2             | 8     |
| 4.     | Jastrzębski Węgiel     | 1       | 3          | 7             | 11    |
| 5.     | AZS Częstochowa        | –       | 4          | 2             | 6     |
| 6.     | AZS Olsztyn            | –       | 2          | 3             | 5     |
| 7.     | Trefl Gdańsk           | –       | 1          | 1             | 2     |
| 8.     | Verva Warszawa         | –       | 1          | –             | 1     |